# Ленінськ (Казахстан)
Ле́нінськ (каз. Ленинск) — село у складі Алтайського району Східноказахстанської області Казахстану. Входить до складу Соловйовського сільського округу.
Населення — 48 осіб (2021; 109 у 2009, 177 у 1999, 176 у 1989).
Національний склад станом на 1989 рік:
- росіяни — 100 %